# لامان، لریک
لامان (به لاتین: Laman) یک منطقه مسکونی در جمهوری آذربایجان است که در شهرستان لریک واقع شده است. لامان ۴۷۰ نفر جمعیت دارد.